# 雪崩式
雪崩式（なだれしき）は、プロレス技系統の一種である。コーナーポストにいる相手に対して自らもコーナーポストに登り、相手もろともマット上へ飛び降りながら掛けるものである。雪崩式ブレーンバスター、雪崩式バックドロップというように呼称される。英語ではアバランシュ（Avalanche=雪崩の意）が接頭語として用いられる。この項では雪崩式の単語がつく技を一括して扱う。

## 概要
スコット・アーウィンによって雪崩式ブレーンバスターが開発されたことが始まりとされて以来、この技はスーパープレックス（Superplex）と呼ばれている（アーウィンが覆面レスラーの「スーパー・デストロイヤー」としても活躍していたことから、この名が付いた）。技をかける側はセカンド・ロープに立つ。
これを日本マット界に持ち込んだのは1980年にアメリカのルイジアナ地区でアーウィンと邂逅していた阿修羅・原で、国際プロレス崩壊寸前の1981年に公開練習の場で初披露された。だが、実戦で初めて使用したのは木村健悟である。原の公開練習を報じた記事を見た木村が原が実戦公開する1日前（1981年4月17日）に藤波辰巳とのシングルマッチにおいて、見よう見まねで使ったものの空中で藤波に体を入れ替えられて、そのままフォール負けを喫している。原は国際プロレス崩壊直前には自らもコーナーポストに登って行う雪崩式ブレーンバスターをも披露して、その迫力は「もう少し早ければ国際プロレスを救えていたかも」と言われたほどであった。
現在ではバックドロップや各種スープレックスなどの投げ技はもちろん、フランケンシュタイナーといった丸め込み系の技にまで取り入れられている。多くの場合はフィニッシュにつながる大技として使用されている。しかし、かけられる側の協力がないとかからない技であることが素人目でもわかってしまうため、乱発したり、かけどころを間違うとプロレスのリアリティを損なってしまう恐れがある。使用する側のセンスが非常に問われる動きである。
雪崩式の発展型として断崖式が存在する。

## バリエーションと使用レスラー
記述の簡略化のため、接頭語の「雪崩式」は省略する。

### スープレックス系
- フロント・スープレックス - リック・スタイナー。
- ダブルアーム・スープレックス - 越中詩郎、三沢光晴。
- ジャーマン・スープレックス - スパイダー・ジャーマン・スープレックスとも呼ばれる。

### 投げ技系
- パワーボム - クリス・ベノワ、高岩竜一。冬木弘道&邪道&外道は3人がかりでスーパー・パワーボムの名称で使用。
- ツームストーン・パイルドライバー - クリス・ベノワ。大谷晋二郎が、これを受けて失神状態になったことがある。
- タイガー・ドライバー - 三沢光晴。別名「タイガー・ドライバー2001」。秋山準のみが、この技を食らっている。
- ブレーンバスター - 上記を参照。
- 垂直落下式ブレーンバスター - 獣神サンダー・ライガー、2代目ブラック・タイガー、金丸義信
- フランケンシュタイナー - 獣神サンダー・ライガー、武藤敬司、HG。ジュニアヘビー級選手を中心に多数の使い手がいる。
- DDT - 橋本真也。

### 関節技、その他
- 腕ひしぎ逆十字固め - ケンドー・カシン、垣原賢人。
- ドラゴンスクリュー - 武藤敬司、秋山準。
- ダイヤモンド・カッター - 小島聡（コジコジ・カッター）、黒田哲広（哲っちゃんカッター）。